# Banu Cassi

A península ibérica em 910, com indicação dos domínios dos Banu Cassi

Os Banu Cassi ou ibne Cassi (em árabe: بنو قاسي; romaniz.: ibn-Qási/Banu Qasi; lit. "filhos ou herdeiros de Cássio") foram uma importante família muladi, cujos domínios se situaram no vale do rio Ebro entre o século VIII e o primeiro quartel do século X, durante a ocupação muçulmana. 
Descendiam do conde Cássio, um nobre visigodo que, à época da conquista muçulmana do reino visigodo, governava a região compreendida aproximadamente entre Tudela, Tarazona, Ejea e Nájera e que se converteu ao Islão, tornando-se vassalo dos Omíadas para conservar os seus domínios (até o ano 713). Daí o nome da família, Banu Cassi ibne Cassi -  "filhos de Cássio".
O clã aumentou o seu poder durante o século VIII, graças ao apoio prestado aos emires de Córdova nas lutas internas entre árabes e berberes, que foram frequentes durante os anos que se seguiram à conquista. Destaca-se, nesta época, Muça ibne Furtune, neto do conde visigodo, cujos domínios se estendiam pelo vale do Ebro (Ejea, Tudela, Tarazona, Borja, Arnedo...). Apoiou o emir Hixeme I contra a insurreição de Saíde ibne Huceine (na zona de Tortosa) a quem deu combate e aniquilou. Mais tarde, marchou sobre a taifa de Saragoça, de que se apoderou, embora tenha sido morto por um libertino de Huceine.
Os Banu Cassi souberam manter as boas relações com os seus vizinhos, os cristãos de Pamplona, para o que terá ajudado o matrimónio em segundas núpcias de Oneca (casada anteriormente com o basco Íñigo Jiménez, e mãe de Íñigo Arista de Pamplona, que mais tarde seria o primeiro rei de Pamplona, conhecido posteriormente como Íñigo Arista) com Muça ibne Fortune, no ano de 784. Desta união nasceu Muça ibne Muça (Muça II), que seria, portanto, irmão de Íñigo Íñiguez, por parte da mãe. Os vínculos familiares mantiveram-se reforçados mais adiante, pelo matrimónio de Assona (irmã de Íñigo Arista) com Muça ibne Muça.

## Árvore genealógica dos Banu Cassi
```
                       NN = Conde Cássio 
  ________________________|_____________________________________________________________
  |                     |                  |                     |                     |
 Abu Tair            Fortune I = NN       Abu Salama             Iunus                 Iáia 
                         ______|________________
                         |                     |
Gimenez Arista = Oneca = Muça I               Zair
 ____________________|__________________________________________________________________
 |             |        |                            |          |           |          |
Mutarrife     Fortune    Muça II = Assona Iñiguez    Iunus      Lube     Iuartas      Garcia
                               = Maimona        
      _________________________|___________________________________________________________
      |                                       |              |             |              |
  Mutarrife    = Falasqueta                   Lube II      Fortune        Ismail          Oria 
   ___________|________                       |              |             | 
   |          |       |                       |              |             | 
Maomé    Muça     Lube                  Maomé I      Ismail       Maomé
                         _____________________|_________________           | 
                         |                    |                |           | 
                       Mutarrife             Lube II        Abedalá       Lube
                                              |             ___|_________________ 
                                              |             |                   | 
                                            Fortune      Maomé              Fortune
```